# جيم بويس
جيم بويس (بالإنجليزية: Jim Boyce)‏ هو لاعب كرة قدم بريطاني، ولد في 21 مارس 1944 في بلفاست في المملكة المتحدة.